# Imperiet
För andra betydelser, se Imperiet (olika betydelser).
Imperiet var ett svenskt rockband som grundades som Rymdimperiet 1981. Våren 1983 bytte bandet namn till Imperiet, och var sedan aktivt till december 1988.
Rymdimperiet grundades av Joakim Thåström och Anders "Stry Terrarie" Sjöholm som ett sidoprojekt till Ebba Grön, och det kom efter Ebba Gröns upplösning att bli ett heltidsprojekt. Imperiet blev ett av 1980-talets stora svenska band och gjorde sig känt för låtar som "Du ska va president", "C.C. Cowboys" och "Var e vargen", men även för flera framgångsrika covers som "Märk hur vår skugga" och "Fred". Efter en misslyckad utlandssatsning bröt Thåström upp Imperiet i juli 1988, varefter bandet under året slutförde de bokade Sverige- och Sydamerikaturnéerna.

## Biografi

### Ursprung
I augusti 1980 gjorde Thåström och Fjodor från Ebba Grön samt Stry Terrarie, Anna Gustavsson och Bengt Liljegren från Garbochock en spontanspelning på rockklubben Musikverket under namnet Rymdimperiet. Bandnamnet togs från  Stjärnornas krig-filmen Rymdimperiet slår tillbaka, vilken gått upp på svenska biografer tidigare samma månad.

### Rymdimperiet: 1981–1983
Namnet Rymdimperiet kom sedan att fortsätta användas av Thåström och Stry  för ett sidoprojekt till Ebba Grön. Tanken var att skapa ett kreativt sidorum där låtar som inte passade för Ebba Grön kunde tas fram. Första singeln, som släpptes i december 1981, hette "Vad pojkar vill ha" med Fjodor på bas och Mats Borg på trummor. Detta följdes av en EP i juni 1982 där Fjodor blivit ersatt av Christian Falk (tidigare från Madhouse) på bas medan trummorna helt sköttes av maskiner. Sista singeln "Felrättsnettheltfelrättsnett" släpptes i mars 1983 och på denna spelade Falk återigen bas och Gunnar "Gurra" Ljungstedt (från Ebba Grön) anslöt på trummor.  Utöver den ursprungliga spontan-spelningen 1980 så hade Rymdimperiet bara en ytterligare spelning, på Rågsvedsgården julen 1982 på arrangemanget "Alternativ jul".
När Fjodor lämnade Ebba Grön i februari 1983 och därmed upplöste det bandet, valde de kvarvarande medlemmarna att fortsätta spela och satsa helhjärtat på Rymdimperiet. Gurra Ljungstedt propsade dock på att bandnamnet skulle ändras till bara Imperiet, vilket redan var bandets interna smeknamn.

### De tidiga åren: 1983–1984
Redan under våren 1983 släpptes den första singeln "Alltid rött alltid rätt" under namnet Imperiet. Den 7 april samma år genomfördes den första spelningen under det nya namnet på Kolingsborg i Stockholm. En vecka efter debuten rekryterades också saxofonisten och keyboardisten Per Hägglund till bandet. I september 1983 släpptes också bandets första fullängdare Rasera. Låtarna var skrivna av både Thåström och Stry Terrarie.
Den 1 april 1984 släppte Imperiet en självbetitlad mini-LP, innan Stry Terrarie lämnade bandet och flyttade till Malmö.
31 maj 1984 släpptes singeln "Du ska va president", som senare skulle bli en av Imperiets mest kända låtar. Ljudbilden förändrades, och Falk och Hägglund var ännu mer delaktiga vid inspelningen av musiken. Imperiet fortsatte turnera, nu för första gången även utanför Sverige med spelningar i Danmark, Norge och Island. 30 juni 1984 spelade Imperiet på Roskildefestivalen.
I december 1984 släpptes en coverversion av Mikael Wiehes låt "Fred", som på många sätt blev ett genombrott hos den breda publiken, bl.a. genom en koppling bakåt till den svenska proggrockscenen på 1970-talet.

### Genombrott: 1985–1987
Gurra Ljungstedt var med på skivomslaget men under inspelningen av Blå himlen blues lämnade Ljungstedt bandet och ersattes av trummisen Fred Asp.
Blå himlen blues släpptes i mars 1985 och Imperiet blev ett av Sveriges mest populära band. Albumet vann Rockbjörnen för både årets bästa svenska album, samt för årets svenska grupp,  Thåström vann även för årets svenska manliga artist.
30 maj 1985 spelade man i New York för första gången på klubben CBGB. Den 2 augusti 1985 spelade Imperiet in livealbumet 2:a augusti 1985 i Västerås, där delar av intäkterna från albumet som släpptes i oktober samma år gick direkt till ANC. Imperiet medverkade även på ANC-galan i Göteborg i november samma år. Samtidigt släpptes singeln med en tolkning av Carl Michael Bellmans "Märk hur vår skugga", tillsammans med Thåströms egna inspelning i Malmö med Stry Terrarie, med en tolkning av Evert Taubes "Balladen om briggen Blue Bird av Hull". Den valdes till årets svenska rocksingel av tidningen Slitz. Singeln sålde dubbel platina och låg 19 veckor på Svensktoppen.
I februari och mars 1986 turnerade Imperiet i Nicaragua, Mexiko, Kuba och USA. Samtidigt gav Imperiet ut "Peace", som sin första singel på engelska, och nu fick dessutom det amerikanska skivbolaget A&M upp ögonen för bandet. Våren 1986 släpptes även den fristående singeln "Var e vargen". Men Imperiet precis som Ebba Grön tyckte att singlar och album var två skilda produkter, och låten kom inte med på den kommande fullängdaren.
I november 1986 släpptes LP:n Synd, vilken bröt mot det tidigare rockanslaget med ett tyngre, mer poetiskt sound. Bl.a. skrevs texten till "Vykort" av Bruno K. Öijer. Recensionerna var blandade men albumet sålde bra. Den efterföljdes av en turné med Fläskkvartetten som förband. Turnén avslutades 17 januari 1987 på Scandinavium i Göteborg. 
I juli 1987 släpptes singeln "19hundra80sju", vilken låg fem veckor på Svensktoppen, och Imperiet fortsatte med en turné i Sverige och spelningar i Norge sommaren 1987. Under slutet av året reste bandet till en studio i Hilversum utanför Amsterdam för inspelning av ett album helt på engelska. Amerikanen Craig Leon (som bl.a. arbetat med Ramones och Blondie) var producent. Låtarna var alla översatta nyinspelningar av gamla låtar. Processen med inspelningen blev tung och slitningarna som uppstod kulminerade i att Per Hägglund fick lämna bandet.

### Slutet: 1988
Imperiet fortsatte med enbart Thåström, Christian Falk och Fred Asp. Det engelska albumet Imperiet släpptes i mars 1988 men blev ingen framgång. Den efterföljande europeiska turnén i april 1988 kantades av låga publiksiffror och flera inställda spelningar. Parallellt med det engelska albumet hade dock bandet spelat in ännu en fullängdare med nya, svenska låtar. Tiggarens tal släpptes 25 maj 1988 och en stor svensk folkparksturné planerades till sensommaren. Innan turnén hann starta bestämde sig dock Thåström för att bandet skulle läggas ner. Den 19 juli 1988 meddelades att Imperiet skulle lägga av men att bokade spelningar skulle genomföras som planerat.
Avskedsturnén tillsammans med gitarristen Peter Puders och klaviaturspelaren Stefan Blomqvist, blev framgångsrik och den 11 september gjorde Imperiet sin sista spelning i Sverige på Ritz i Stockholm. I november släpptes ett samlingsalbum betitlat Imperiet Studio/Live med några liveinspelningar från avskedsturnén i slutet av augusti i Norge, samt den tidigare outgivna låten Vit jul. Under december genomfördes ytterligare två spelningar i Nicaragua och en allra sista, i Costa Rica, den 6 december 1988. Imperiet medverkade även med låten Personliga Person på hyllningsalbumet "Den flygande holländaren".

### Eftermäle
Efter uppbrottet fortsatte Thåström som soloartist där han fortsatte att spela Imperiets låtar. Christian Falk blev framgångsrik musikproducent och gav även ut två skivor i eget namn innan han avled i juli 2014. Fred Asp släppte ett soloalbum 1990 och har fortsatt jobba med teater- och filmmusik. Stry Terrarie bildade flera band efter Imperiet och spelar sedermera som soloartist. Per Hägglund har spelat med Thåströms soloprojekt och började att arbeta som musikagent.
Fem samlingsskivor har också utkommit efter Imperiets uppbrott. Den första var Kickar som kom 1990 och fokuserade på singlar med mycket material från Rymdimperiet-tiden. 1995 släpptes Greatest Hits som bl.a. innehöll tre ommixade låtar av Stefan Glaumann. Samlingen Alltid rött - alltid rätt kom 2002 följd av Klassiker 2007. 2009 släpptes CD-boxen Silver, guld & misär som innehöll de flesta låtar utgivna på svenska samt en del outgivet material. Även en video-DVD medföljde. En LP-version av boxen släpptes 2017 med något varierat innehåll. 
19 januari 2024 hade dokumentärfilmen om Imperiet, Ett hjärta är alltid rött, premiär på bio. Filmen regisserades av Anders "Balsam" Hellström och bestod av arkivmaterial från bandets aktiva tid samt nyinspelade intervjuer.

## Medlemmar
Senaste medlemmar
- Joakim Thåström – sång, gitarr (1981–1988)
- Christian Falk – basgitarr (1982–1988)
- Fred Asp – trummor (1985–1988)

Tidigare medlemmar
- Stry Terrarie – sång, gitarr, orgel (1981–1984)
- Gunnar "Gurra" Ljungstedt – trummor (1983–1985)
- Per Hägglund – saxofon, keyboard (1983–1987)

Livemedlemmar
- Mikael Hagström – diverse instrument (1985)
- Johan Söderberg – slagverk (1987)
- Peter Puders – gitarr (1987–1988) (även i studio på "Tiggarens Tal")
- Stefan Blomquist – keyboard (1987–1988) (även i studio på "Tiggarens Tal")
- Mats Persson – trummor (1988, sista spelningen)

## Diskografi

### Diskografi under namnet Rymdimperiet
- 1981 – "Vad pojkar vill ha" / B-sida: "Bikinipop"(singel)
- 1982 – "Alltid attack"/ "Kandidat"/ "Golva Mig"/ "Vad tror du hon vill ha"  (EP)
- 1983 – "Felrättsnettheltfelrättsnett"/ B-sida: "Afrika"

### Studioalbum
- 1983 – Rasera
- 1984 – Imperiet (minialbum)
- 1985 – Blå himlen blues
- 1986 – Synd
- 1988 – Imperiet (engelska)
- 1988 – Tiggarens tal

### Livealbum
- 1985 – 2:a Augusti 1985 (inspelad i  Västerås Folkpark (Arosparken) 2 augusti 1985)

### Samlingsalbum
- 1988 – Live/Studio
- 1990 – Kickar - Singlar 1981-1987
- 1995 – Greatest hits
- 2002 – Alltid rött, alltid rätt - En samling 1983-1988
- 2007 – Klassiker
- 2009 – Silver, guld och misär (box)[27]
- 2017  – Silver, guld och misär (vinyl-box)[28]

### Singlar
- 1983 – "Alltid rött, alltid rätt"/ B-sida: "Den nya dansmusiken".
- 1984 – "Du ska va president" / B-sida: "Kom kom".
- 1984 – "Fred"/ B-sida: "Min maskin".
- 1985 – "Märk hur vår skugga" / "Balladen om briggen Blue Bird av Hull"
- 1986 – "Var e vargen"/ B-sida: "Det är inget under".
- 1986 – "Peace"/ B-sida: "The Wild World".
- 1987 – "Saker som hon gör"/ B-sida: "Offret".
- 1987 – "19hundra80sju"/ B-sida: "Rock'n Roll är död".
- 1988 – "Be the president" / B-sida: "21st Century Sign".
- 1988 – "...som eld"/ B-sida: "Kanonsång".